# ノミンデパート
ノミンデパート（モンゴル語：Номин их дэлгүүр、英語：Nomin Department Store）はモンゴル国ウランバートル市に所在するノミンホールディングが運営する百貨店である。社会主義時代に国営デパート（モンゴル語：Улсын их дэлгүүр　国（の）百貨店の意味。）として設立されたが、モンゴルの民主化後の改革の中で、2000年5月にモンゴル地場財閥の一つであるノミンホールディングが株式の過半数を取得したことにより民営化された。
なお、本デパートの建物には「Улсын их дэлгүүр」や「State Department Store」の看板があるほか、ノミンホールディングのウェブサイト上も「Улсын их дэлгүүр」として案内されているが、日本の観光ガイドブックや旅行ウェブサイト上、報道等ではノミンデパートの表記がみられる。

## 歴史
1924年　旧ソ連の支援により、中央ストア（Central store）として創業。当時の従業員は20人だった。
1933年　現在「ザナバザル美術館」となっている建物に移転。
1961年　現在の建物に移転。名前を「Улсын их дэлгүүр」とする。
2000年　1995年の国営デパートを民営化するという政府の決定に基づき、ノミンホールディングが株式の過半数を取得。ノミンホールディング傘下となる。
2020年6月　火災により休業（後述）。
2020年7月　1，2階の営業を再開。

## 主なテナント
6階は土産物売り場になっており、ウランバートルの観光名所の一つとなっている。

## その他
2020年6月7日に火災が発生し、6階が利用不可能な状態に、5階が水浸しになるなどの被害が発生した。現在は全館で営業を再開している。なお、館内には、火災で焼け落ちたエストニア製のピアノのフレーム部分や焼けただれた壁などが保存されている。
館内5～7階の階段及び踊り場を活用した、ノミンデパートやモンゴルの商業の歴史を紹介するミニ博物館が存在する。
ノミンホールディングのウェブサイトでは、ウランバートル市バヤンゴル区に存在する別の店舗を「Nomin Department Store」として紹介している。

## 交通
スフバートル広場から西に徒歩10分程度。
バス利用の場合は、エンフタイワン通りを西に行くバスは「Энхтайван найрамдлын ордон」バス停下車。東に行くバスは「Улсын их дэлгүүр」バス停下車。